# ويسلي سونك
ويسلي سونك (بالفرنسية: Wesley Sonck)‏ (مواليد 9 أغسطس 1978 في نينوفي) لاعب كرة قدم بلجيكي دولي يجيد اللعب في خط الهجوم . يلعب حاليا لصالح نادي كلوب بروج البلجيكي منذ 2007 .

## روابط خارجية
- ويسلي سونك على موقع الاتحاد الدولي (مؤرشف)  (الإنجليزية)
- ويسلي سونك على موقع الاتحاد الأوربي (الإنجليزية)
- ويسلي سونك على موقع الاتحاد البلجيكي (الإنجليزية)
- ويسلي سونك على موقع قاعدة بيانات كرة القدم.إي يو (الإنجليزية)
- ويسلي سونك على موقع ناشيونال فوتبول تيمز (الإنجليزية)
- ويسلي سونك على موقع Soccerbase.com (لاعب) (الإنجليزية)
- ويسلي سونك على موقع Soccerway.com (الإنجليزية)
- ويسلي سونك على موقع عالم كرة القدم.نت (الإنجليزية)